# Annona gracilis
Annona gracilis este o specie de plante angiosperme din genul Annona, familia Annonaceae, descrisă de Robert Elias Fries. Conform Catalogue of Life specia Annona gracilis nu are subspecii cunoscute.